# Woodes Rogers

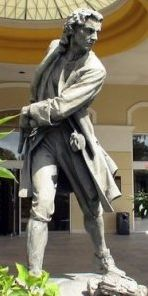
standbeeld van Woodes Rogers voor het hilton hotel in Nassau, Bahama's.

Woodes Rogers (± 1679 - 15 juli 1732) was een kaper in dienst van het koninkrijk Engeland. Van 1718 tot 1721 en van 1729 tot 1732 was hij gouverneur van de Bahama's.

## Eerste reis: de wereld rond
Rogers groeide op in de Engelse plaatsen Poole en Bristol als zoon van een handelaar en reder. Tijdens de Spaanse Successieoorlog werd hij benaderd door William Dampier om samen met hem Spaanse schepen te plunderen. Op 1 augustus 1708 voeren ze uit met twee schepen. Het zou een reis van ruim drie jaar worden waarbij ze de wereld rond zouden zeilen en de Spaanse stad Guayaquil (nu Ecuador) zouden aanvallen. Ook redden ze Alexander Selkirk van het eiland Juan Fernández. Ze legden aan op het Spaanse Guam, waar ze nieuwe voorraad insloegen en in het Nederlandse Batavia waar Rogers werd geopereerd. Er werd een kogel uit zijn mond verwijderd. Ook lieten ze hier een van hun schepen achter. Bij terugkomst in Londen gaf Rogers een boek uit, A Cruising Voyage Round the World. Het boek zou Daniel Defoe inspireren voor het boek Robinson Crusoe (vanwege de redding van Selkirk). Rogers was echter wel in grote financiële problemen gekomen. Hij werd zelfs aangeklaagd omdat hij zijn bemanning niet kon uitbetalen.

## Tweede reis: naar Madagaskar
In 1713 leidde hij een tweede reis. Ditmaal naar Madagaskar om hier slaven op te halen en deze in Nederlands-Indië te verkopen. Bij terugkomst opperde hij het plan om van Madagaskar een Engelse kolonie te maken, wat echter werd afgewezen.

## Gouverneur van de Bahama's
In 1718 werd hij gouverneur van de Bahama's. Deze waren weliswaar in Engelse handen maar de vorige gouverneur had nauwelijks controle over het gebied dat min of meer in handen van piraten was. Toen Rogers aankwam volgde meteen een confrontatie met Charles Vane, een piraat die tot dan toe de stad Nassau in handen had. Rogers wist de stad in te nemen en gaf alle inwoners (grotendeels piraten en Spanjaarden) amnestie met de eis dat ze zich nooit meer met piraterij bezig zouden houden. Hij wist aanvallen van piraten af te slaan en verdedigingswerken te bouwen maar stortte zichzelf hiervoor wel in de schulden. In 1721 keerde hij terug naar Engeland waar hij, vanwege deze schulden, in de gevangenis terechtkwam. In 1726 kreeg hij gratie en in 1728 werd hij opnieuw gouverneur van de Bahama's.